# Ingo Euler
Ingo Euler (* 27. November 1971 in Freiburg im Breisgau) ist ein ehemaliger deutscher Ruderer. Seine größten Erfolge waren die Bronzemedaillen bei den Weltmeisterschaften 1997 und 1999 sowie die dreifache Olympiateilnahme im Leichtgewichts-Doppelzweier.
Euler war 1992 erstmals Mitglied der deutschen Nationalmannschaft, beim Nations Cup, den inoffiziellen U23-Weltmeisterschaften, gewann er Gold mit dem Leichtgewichts-Doppelvierer. Im folgenden Jahr vertrat er Deutschland im Leichtgewichts-Doppelzweier und wurde U23-Vizeweltmeister.
1995 gewann Euler bei den Deutschen Meisterschaften im Leichtgewichts-Einer und bildete anschließend zusammen mit Peter Uhrig den deutschen Leichtgewichts-Doppelzweier, die Mannschaft belegte bei den Weltmeisterschaften in Tampere den zehnten, ein Jahr später bei den Olympischen Spielen in Atlanta den elften Platz.
Nach den Olympischen Spielen rückte Bernhard Rühling zu Euler in den Doppelzweier, die Mannschaft gewann 1997 und 1999 Weltmeisterschafts-Bronze, 1998 belegte das Boot den vierten Platz. In diesen drei Jahren wurden Euler und Rühling auch jeweils Weltcup-Gesamtsieger im leichten Doppelzweier. Bei den Olympischen Spielen in Sydney verpassten sie die Medaille, im Finale belegten sie den vierten Platz.
Da Rühling seine Karriere beendet hatte, ruderte Euler 2001 und 2003 zusammen mit Manuel Brehmer im Leichtgewichts-Doppelzweier, die Mannschaft erreichte bei den Weltmeisterschaften Rang vier und fünf. 2002 wurde Euler zum dritten Mal Deutscher Meister im Leichtgewichts-Einer und ruderte dieses Boot auch bei den Weltmeisterschaften, wo er den vierten Platz belegte. Bei den Olympischen Spielen in Athen startete Euler zum dritten Mal im Leichtgewichts-Doppelzweier, verpasste zusammen mit Brehmer aber den Einzug ins Halbfinale. Die Mannschaft konnte jedoch im C-Finale gewinnen und belegte damit insgesamt den 13. Rang.
2005 wurde Euler noch einmal Deutscher Meister im Leichtgewichts-Einer und startete in dieser Bootsklasse auch bei den Weltmeisterschaften in Gifu, wo er im Finale als Sechster ins Ziel kam.
Anschließend beendete Euler, der für den Mainzer RV startete, seine Karriere.

## Internationale Erfolge
- 1992: 1. Platz U23-Weltmeisterschaften im Leichtgewichts-Doppelvierer
- 1993: 2. Platz U23-Weltmeisterschaften im Leichtgewichts-Doppelzweier
- 1995: 10. Platz Weltmeisterschaften im Leichtgewichts-Doppelzweier
- 1996: 11. Platz Olympische Spiele im Leichtgewichts-Doppelzweier
- 1997: 3. Platz Weltmeisterschaften im Leichtgewichts-Doppelzweier
- 1998: 4. Platz Weltmeisterschaften im Leichtgewichts-Doppelzweier
- 1999: 3. Platz Weltmeisterschaften im Leichtgewichts-Doppelzweier
- 2000: 4. Platz Olympische Spiele im Leichtgewichts-Doppelzweier
- 2001: 4. Platz Weltmeisterschaften im Leichtgewichts-Doppelzweier
- 2002: 4. Platz Weltmeisterschaften im Leichtgewichts-Einer
- 2003: 5. Platz Weltmeisterschaften im Leichtgewichts-Doppelzweier
- 2004: 13. Platz Olympische Spiele im Leichtgewichts-Doppelzweier
- 2005: 6. Platz Weltmeisterschaften im Leichtgewichts-Einer